# سیدنی ون هویدونک
سیدنی ون هویدونک (زاده ۶ فوریه ۲۰۰۰) یک بازیکن فوتبال اهل هلند است. که در پست مهاجم برای باشگاه فوتبال ناک بردا در لیگ برتر فوتبال هلند بازی می‌کند.